# .gt
A .gt Guatemala internetes legfelső szintű tartomány kódja, melyet 1992-ben hoztak létre.

## Második szintű tartománykódok
- com.gt – kereskedelmi szervezeteknek, vállalatoknak.
- edu.gt – oktatási intézményeknek.
- net.gt – internetszolgáltatóknak.
- gob.gt – kormányzati intézményeknek.
- org.gt – nonprofit szervezeteknek.
- mil.gt – katonaságnak.
- ind.gt – magánszemélyeknek.